# Епархия Хиросимы
Епархия Хиросимы (лат. Dioecesis Hiroshimaënsis) — епархия Римско-Католической церкви с центром в городе Хиросима, Япония. Епархия Хиросимы входит в митрополию Осаки. Кафедральным собором епархии Хиросимы является собор Наборито.

## История
4 мая 1923 года Римский папа Пий XI издал бреве «Cum ex apostolico», которой учредил апостольский викариат Хиросимы, выделив его из епархии Осаки.
30 июня 1959 года Римский папа Иоанн XXIII выпустил буллу «Qui arcano Dei», которой преобразовал апостольский викариат Хиросимы в епархию.

## Ординарии епархии
- архиепископ Герман Генрих Дёринг (4.05.1923 — 14.07.1927), назначен епископом Пуны;
- епископ Йоганнес Петер Францискус Росс (18.05.1928 — 20.11.1940);
- епископ Доминик Ёсимацу Ногути (19.12.1959 — 29.03.1985);
- епископ Иосиф Ацуми Мисуэ (29.03.1985 — 13.06.2011);
- епископ Томас Акино Манъё Маэда (13.06.2011 — 20.08.2014), назначен архиепископом Осаки;
- епископ Алексис Мицуру Сирахама (28.06.2016 — по настоящее время).

## Источник
- Annuario Pontificio, Libreria Editrice Vaticana, Città del Vaticano, 2003, ISBN 88-209-7422-3
- Бреве Cum ex apostolico, AAS 15 (1923), стр. 335  (лат.)
- Булла Qui arcano Dei, AAS 52 (1960), стр. 68  (лат.)